# Roquefort-les-Cascades
Roquefort-les-Cascades è un comune francese di 103 abitanti situato nel dipartimento dell'Ariège nella regione dell'Occitania.

## Società

### Evoluzione demografica
Abitanti censiti